# 側頭極
側頭極（そくとうきょく、英：Temporal pole）は、側頭葉の一番前方の部分のこと。細胞構築学的な分類ではブロードマン領野の38野におおよそあたる。
側頭極の機能的側面はまだ解明されていない部分が多いが、意味記憶や、相貌認知（顔を見分けること）や心の理論（他者の心的状態を推理すること）といった社会的・情動的機能、などとの関連が深いと考えられている。

## 画像

側頭極の位置を様々な角度から見たアニメーション。赤色で示すところが側頭極。
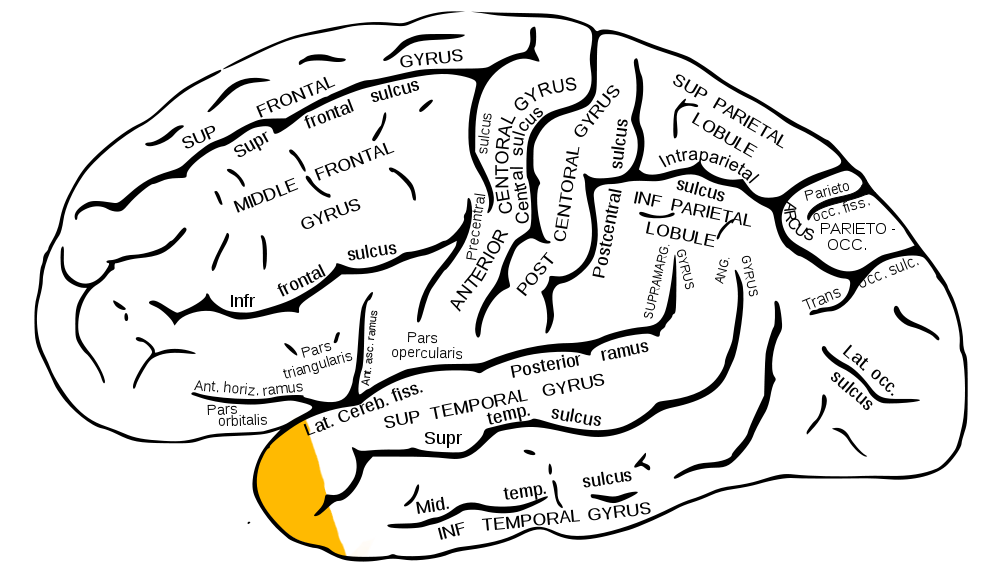
ヒト左大脳半球の外側面。オレンジ色のところが側頭極。
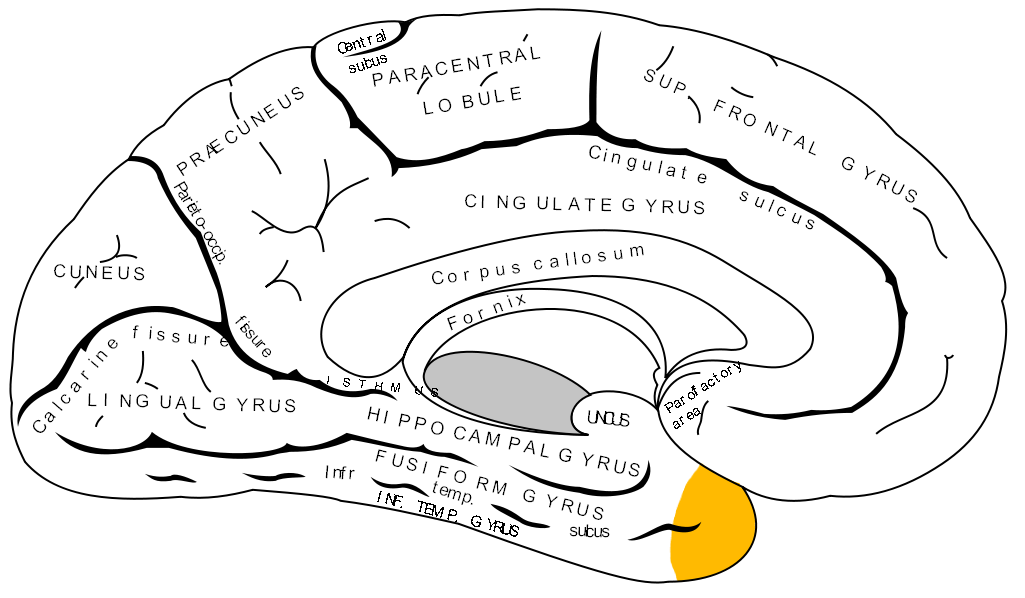
ヒト左大脳半球の内側面。オレンジ色のところが側頭極。
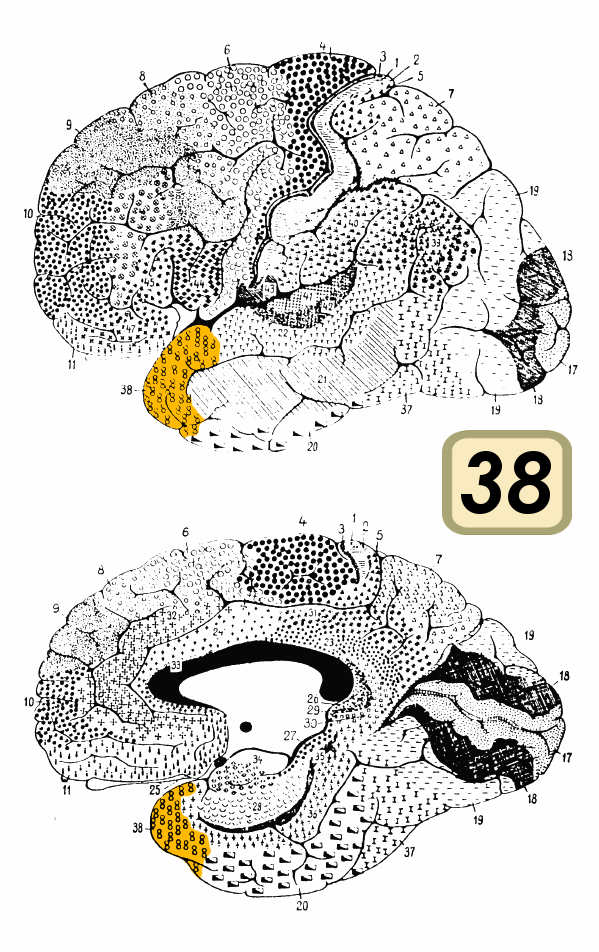
ブロードマンの脳地図における38野。上が外側面、下が内側面。
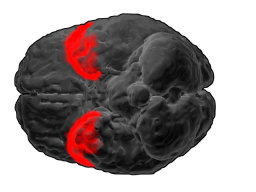
同じくブロードマンの脳地図における38野。大脳を下から見た状態。